# Бруксвілл (Мен)
Бруксвілл (англ. Brooksville) — місто (англ. town) в США, в окрузі Генкок штату Мен. Населення — 935 осіб (2020).

## Демографія
Згідно з переписом 2010 року, у місті мешкали 934 особи в 437 домогосподарствах у складі 292 родин. Було 934 помешкання
Расовий склад населення:
| - 95,6 % — білих - 1,9 % — азіатів - 0,2 % — корінних американців |

До двох чи більше рас належало 1,7 %. Частка іспаномовних становила 1,1 % від усіх жителів.
За віковим діапазоном населення розподілялося таким чином: 15,3 % — особи молодші 18 років, 59,5 % — особи у віці 18—64 років, 25,2 % — особи у віці 65 років та старші. Медіана віку мешканця становила 53,0 року. На 100 осіб жіночої статі у місті припадало 92,2 чоловіків;  на 100 жінок у віці від 18 років та старших — 90,1 чоловіків також старших 18 років.
Середній дохід на одне домашнє господарство  становив 91 896 доларів США (медіана — 62 167), а середній дохід на одну сім'ю — 108 692 долари (медіана — 77 708). Медіана доходів становила 50 375 доларів для чоловіків та 41 726 доларів для жінок. За межею бідності перебувало 7,0 % осіб, у тому числі 5,2 % дітей у віці до 18 років та 3,4 % осіб у віці 65 років та старших.
Цивільне працевлаштоване населення становило 408 осіб. Основні галузі зайнятості: освіта, охорона здоров'я та соціальна допомога — 21,6 %, будівництво — 11,8 %, виробництво — 10,5 %, сільське господарство, лісництво, риболовля — 9,6 %.